# 鲎试剂
鱟試劑（全稱鱟阿米巴樣細胞溶解物，縮寫LAL）是一種來自美洲鱟血液中阿米巴樣細胞的細菌內毒素脂多糖（LPS）檢測試劑，廣泛應用於革蘭氏陰性菌內毒素的檢測和定量。在亞洲，美洲鱟試劑經常被來自南方鱟或中華鱟血液的亞洲鱟試劑（英語：Tachypleus amebocyte lysate，縮寫TAL）替代。
鱟試劑遇到LPS時會凝固成膠，為鱟的一種免疫反應。由於制作試劑需要抽血，取血時可能會導致鱟死亡，現在有呼吁以原理相近的重組因子C（rFC）代替。美国厂商多受专门法律约束，执行一些保护美洲鱟的措施。

## 歷史
1956年Fred Bang發現滅活的革蘭氏陰性菌也能引起鱟的血液轉為半凝固狀態，之後發現了其中的阿米巴樣細胞，並將其開發成為了檢測外毒素的試劑。1977年美國食品藥品監督管理局（FDA）批准了這一試劑的應用。在LAL上市之前，測試這類毒素需要使用兔子，費時費力且昂貴。

## 採集
鱟每隔一年都會上岸產卵，此時便會有廠商定點進行捕抓，經心包放血後再放生。廠商稱此過程的死亡率僅3%，但更新的數據顯示15%甚至30%的死亡率。血液經過離心機處理後，將細胞和血漿分離。細胞放入蒸餾水後使細胞脹破，釋放出“細胞溶解物”。溶解物經過凍乾處理，即制成鱟試劑。

## 使用
鱟試劑有三種用法：凝膠法、比濁法、比色法。鱟試劑一般用於各種非消化道給藥和接觸血液或腦脊液的藥物、儀器的測試，保證其不受內毒素污染。美國FDA和中國藥典都有這方面的具體規定。
鱟試劑也會被(1,3)-β-D-葡聚糖觸發。這種葡聚糖和LPS一樣，也是一種病原相關分子模式。
在藥品開發過程中，處理干擾鱟試劑（造成虛高或虛低結果）的各種物質為較為耗時的一步。FDA規定，在使用鱟試劑測試前，必須要進行干擾試驗，並證明可以達到正確結果。

## 原理
鱟的循環系統為開放式，血液會和所有組織液體混合，因此感染風險較大。因此，鱟進化出了一套血液凝固的系統，用於阻止細菌侵犯。在鱟和鱟試劑中，凝血信號通過一種級聯/瀑布（cascade）系統逐步觸發放大。LPS首先活化蛋白酶鱟因子C，使其可以切除抑制單元，從而活化同樣為蛋白酶的鱟因子B。鱟因子B進而活化鱟凝血酶，而鱟凝血酶會部分消秏凝固蛋白原，生成會自動聚合成凝膠的凝固蛋白。(1,3)-β-D-葡聚糖導致凝結的通路稍有不同，是通過鱟因子G活化鱟凝血酶。

## 重組因子C
由於採集過程對鱟不利，並且在一些採集點鱟數量不停減少，人們開始轉向通過合成技術生產鱟試劑的替代品。重組因子C（rFC）這種試劑於2003年推出，是各種鱟因子C的重組蛋白質版本，經過昆蟲細胞等其他生物表達產生。
重組因子C試劑不是透過形成凝膠表示結果，而是經由螢光來呈現。試劑內含有因子C和一小段結構類似的因子B的螢光原。在因子C被LPS活化後，螢光原會被切開激發出螢光。因重組試劑不含因子G，所以不會對(1,3)-β-D-葡萄聚糖造成僞陽性反應。截止到2018年的研究顯示重組因子C的效果不比鱟試劑差。
新重組測試的採用進度緩慢。2012年，美國食品和藥物管理局和歐洲衛生部承認其為可接受的鱟試劑替代品，進度才稍有起色。在《藥典》中缺乏提及仍然是一個問題：暫時沒有標准來運行生產測試。 2016年，重組因子C測試被加入歐洲藥典。rFC的專利也在一定程序上限制了採用，但它已於2018年到期。
2020年9月1日，美国药典编委会决定取消在内毒素测试（85章）中引入rFC的计划，转而另外编写一个仅供指导的1085章。换句话说，rFC不会正式加入药典，并且使用方必须在用前按照1223章自行确认效果。